# Хундсдорф (Вестервалд)
Хундсдорф (њем. Hundsdorf) општина је у њемачкој савезној држави Рајна-Палатинат. Једно је од 192 општинска средишта округа Вестервалд. Према процјени из 2010. у општини је живјело 437 становника. Посједује регионалну шифру (AGS) 7143038.

## Географски и демографски подаци
Хундсдорф се налази у савезној држави Рајна-Палатинат у округу Вестервалд. Општина се налази на надморској висини од 290 метара. Површина општине износи 1,4 km². У самом мјесту је, према процјени из 2010. године, живјело 437 становника. Просјечна густина становништва износи 312 становника/km².

## Међународна сарадња
| Мјесто | Држава    | Врста сарадње | Од    |
| ------ | --------- | ------------- | ----- |
|        | Француска | партнерство   | 1985. |
| Извор  |           |               |       |